# Calcaritis
Calcaritis là một chi bướm đêm thuộc họ Geometridae.